# جان فرانچسکو مالپیه‌رو
جان فرانچسکو مالپیه‌رو (ایتالیایی: Gian Francesco Malipiero؛ ‏ تلفظ ایتالیایی: [ˈdʒaɱ franˈtʃesko maliˈpjɛ:ro]؛ ‏ ۱۸ مارس ۱۸۸۲ – ۱ اوت ۱۹۷۳) موسیقی‌دان، موسیقی‌شناس و آهنگساز اهل ایتالیا بود.
از فیلم‌هایی که وی در آنها نقش داشته‌است، می‌توان به فولاد اشاره کرد.